# Acanthogorgia paratruncata
Acanthogorgia paratruncata är en korallart som först beskrevs av Stiasny 1947.  Acanthogorgia paratruncata ingår i släktet Acanthogorgia och familjen Acanthogorgiidae. Inga underarter finns listade i Catalogue of Life.